# Grzegorz Szamotulski
Grzegorz Szamotulski, né le 13 mai 1976 à Gdańsk, est un footballeur international polonais. Il est gardien de but.

## Palmarès
- Coupe de Pologne (1): (1996-1997)
- Supercoupe de Pologne (1): (1997)

## Carrière

### En club
- 1993-déc. 1993 :  Lechia Gdańsk
- jan. 1994-1994 :  Hutnik Varsovie
- 1994-1995 :  KP Polonia Varsovie
- 1995-déc. 1999 :  Legia Varsovie
- jan. 2000-déc. 2000 :  PAOK Salonique
- jan. 2001-2001 :  Śląsk Wrocław
- 2001-2004 :  Amica Wronki
- 2004-2005 :  Admira
- 2005-2007 :  SK Sturm Graz
- 2007-jan. 2008 :  Dundee United
- fév. 2008-2008 :  Preston North End
- 2008-déc. 2008 :  FC Ashdod
- déc. 2008-2009 :  Hibernian Édimbourg
- sep. 2009-fév. 2010 :  Jagiellonia Białystok
- fév. 2010-2010 :  FK DAC 1904 Dunajská Streda
- depuis avr. 2011-2011 :  Korona Kielce
- 2011 :  Warta Poznań
- 2012 :  Olimpia Elbląg

### En sélection
Grzegorz Szamotulski compte 13 sélections avec la Pologne, obtenues entre 1996 et 2003.